# Rogers (Band)
Rogers sind eine Punkrock-Band aus Düsseldorf, die u. a. mit ihrem Album „Rambazamba & Randale“ unter dem Label Warner Music Platz 9 der deutschen Charts erreicht haben.

## Geschichte

### 2006–2010
2006 gründeten Sänger Chri Hoffmeier, Gitarrist Nico Feelisch und Bassist Artur Freund die Band bereits unter dem Namen Notaufnahme mit wechselnder Besetzung am Schlagzeug, nachdem Hoffmeier und Feelisch gemeinsam einige Konzerte lokaler Bands besucht hatten. Als ersterer nach zunächst kleineren Auftritten 2008 dann Schlagzeuger Simon Stratmann auf dessen Geburtstagsfeier im, von Notaufnahme ebenfalls benutzten, Proberaumdistrikt kennenlernte, schloss dieser sich der Band kurze Zeit später als festes Mitglied an und komplettierte die Besetzung somit.
In dieser Formation spielten sie fortan auf kleinen Konzerten und Festivals.

### 2010–2012

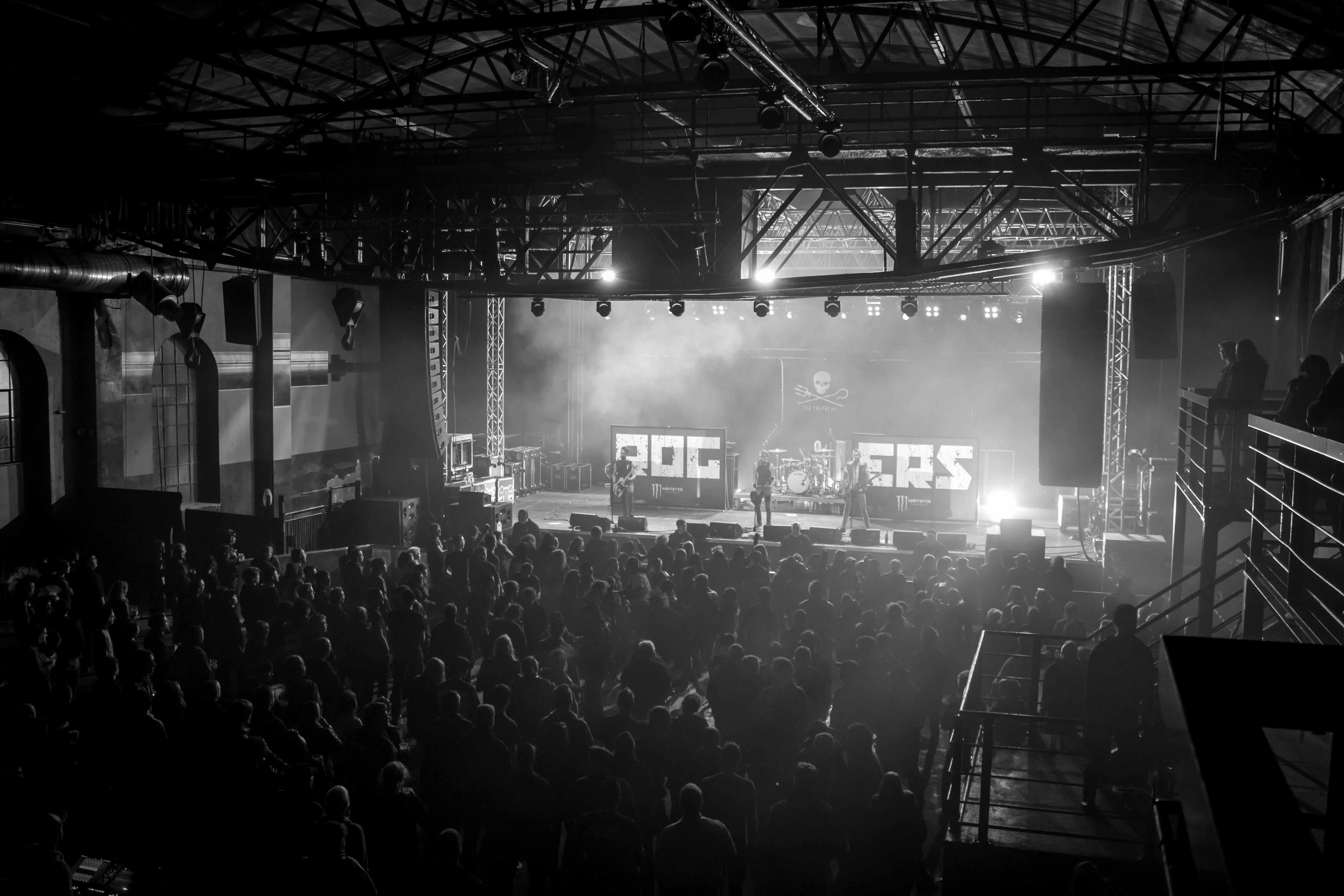
Rogers bei Punk im Pott 2013

Anfang Juni 2010 änderte die Band dann ihren Namen in Jolly Roger (dt.: Piratenflagge/Totenkopfflagge), unter dem sie einen Monat später ihre erste EP namens Wohin es uns führt, im Rahmen derer sie die Bereit zum (K)entern Tour 2010 durch Deutschland, Österreich und die Schweiz spielten, in Eigenproduktion veröffentlichten. Sie tourten außerdem erstmals auf der Wellenreiter Tour als Vorband der Meerbuscher Band Massendefekt, mit der sie später häufiger zusammenarbeiteten, und spielten ebenfalls Konzerte mit Sondaschule und Radio Havanna.
Nach einem Headliner-Konzert im Autonomen Zentrum Köln am 28. Juli 2012, in dem später der Großteil der Dreharbeiten des Musikvideos zu Allein stattfanden, in welchem Sebastian Beyer, Sänger von Massendefekt, einen Gastauftritt bekam, erhielten sie ein Vertragsangebot des Plattenlabels People Like You Records, welches sie unterschrieben. Erstmals unter Vertrag, veröffentlichten sie Anfang des nächsten Jahres die EP Faust hoch, wobei sie kurz zuvor ihren Bandnamen in Rogers abkürzten, nicht zuletzt, da man sie zu dem Zeitpunkt bereits so rief. Diese stieg auf Platz 24 der „offiziellen Deutschen Metal-Rock-Charts“ ein.

### Flucht nach vorn(2013–2015)
Mit der Veröffentlichung ihres Debütalbums Flucht nach vorn im späten 2013 kam eine ausverkaufte Releaseshow im Düsseldorfer Tube und weitere Auftritte im Vorprogramm von Bands wie Pennywise und den Broilers sowie diverse Konzerte u. a. im Hamburger Logo. Das daraufhin veröffentlichte Musikvideo zu Stiller Wunsch wurde ebenfalls als Single ausgekoppelt.
Im Jahr 2014 folgten diverse weitere Konzerte, Touren mit Sondaschule und The Creepshow, so wie Festivals wie das Mair1, With Full Force und Open Flair in Eschwege. Unmittelbar vor dem Festivalsommer 2014 verließ Schlagzeuger Simon Stratmann aus privaten Gründen die Band. Trotzdem spielte die Band jedes einzelne Festival und kündigte im September desselben Jahres noch ein neues Album für 2015 an. Es folgten weitere Konzerte in ganz Deutschland, u. a. mit den Bands Marathonmann und Slime.
Im Januar 2015 spielten die Rogers ein ausverkauftes Single-Release-Konzert im heimischen Düsseldorf, welches mit der Veröffentlichung der ersten Single Steh auf den Startschuss zum Zyklus ihres zweiten Albums darstellte.

### Nichts zu verlieren(2015–2016)
Nach zweimonatiger Studiozeit sowie einigen einzelnen Konzerten, u. a. mit der Band Jennifer Rostock, veröffentlichte die Band im Sommer 2015 ihr zweites Album Nichts zu verlieren und widmete sich einer Vielzahl an Festivals, einer kleinen Akustik-Tour sowie weiteren Touren durch Deutschland, Österreich und die Schweiz, u. a. mit den Bands The Bones und Sondaschule, mit denen sie in der Vergangenheit schon mehrfach auftraten.
Im Dezember 2015 kündigten sie parallel zur Veröffentlichung ihres neuen Musikvideos zum Song Anders als ihr die erste eigene Tour für das Frühjahr 2016 an. Gemeinsam mit den Bands Das Pack, Stereogold und Rivers become oceans bereisten sie im Rahmen derer zehn Städte quer durch die Republik. Einzigst Schlagzeuger Dom musste sich aufgrund kurzzeitiger Inhaftierung und weiterer Probleme mit der Polizei für die letzten drei Konzerte vertreten lassen.
Ihr bisher größtes eigenes Konzert spielten die Rogers am 8. Oktober in der ausverkauften ZAKK Halle Düsseldorf nach einer weiteren Show mit Bad Religion sowie einem zweiten Tour-Teil, der acht weitere Städte enthielt.
Ende 2016 veröffentlichten sie mit Mit dem Moped nach Madrid und Meine Soldaten zwei Coverversionen bekannter Titel von Madsen und Maxim, welche zeitnah die zwei Millionen Klicks überstiegen und stetig an Viralität zunahmen.

### Augen auf(2017–2018)
Nach weiteren Festival-Shows und einer Tour im Vorprogramm von Callejon veröffentlichte die Band am 8. September 2017 ihr drittes Studioalbum Augen auf über People like You Records. Deren Release-Shows splitteten sie auf drei Club-Konzerte im Tube, Pitcher und Stone im Ratinger Hof in ihrer Heimatstadt Düsseldorf auf, zu denen sie sich mit Datenschmutz, NORDN und Vollkommen Egal lokale Vorbands einluden.
Augen auf stieg auf Platz 37 der deutschen Charts ein. Der ersten Auflage des Albums lag in limitierter Auflage eine Bonus-Disc bei, welche Coverversionen alter Titel wie Bata Illics Ich möcht' der Knopf an deiner Bluse sein oder Wärst du doch in Düsseldorf geblieben von Dorthe Kollo in eigener Interpretation unter dem Pseudonym Die Roberts enthält.
Die dazugehörige Tour wurde im Anschluss für Anfang 2018 unter dem Titel der gleichnamigen Singleauskopplung Einen Scheiß muss ich angekündigt. Diese wurde nach Beendigung um einen zweiten Teil erweitert.
Auf weitere zahlreiche Festivalshows folgte am 12. Oktober das bisher größte Konzert der Band. Gemeinsam mit Billy Talent und Feine Sahne Fischfilet spielten sie im Vorprogramm von Die Toten Hosen in der Merkur Spiel-Arena Düsseldorf.
Mit der Mittelfinger für immer Tour 2019 kündigten Rogers daraufhin ein neues Album für das kommende Jahr an, nachdem Gitarrist Nicolas Feelisch die Band auf eigenen Wunsch verließ.

### Mittelfinger für Immer (2019–2022)
Mit Mittelfinger für immer veröffentlichte die Band im März 2019 ihr letztes Album unter People like You Records. Als Features wirkten hier unter anderem Ingo Nollmann von Donots sowie Matthias Tarnath von Nasty an den Songs mit, während Produzent und Gitarrist Elias Manikas, der nicht zuletzt aus Kooperationen über die Band Quarterback 40 bereits Verbindungen zu Schlagzeuger Sbarcea pflegte, die Gruppe wieder vervollständigte.
Das Album erreichte Platz 14 der deutschen Albumcharts.

### Rambazamba und Randale(2023 bis heute)
Im April 2023 erschien unter dem Titel Rambazamba und Randale  das bis heute aktuelle Studioalbum der Band, welches mit Platz 9 den bisher höchsten Charterfolg der Band darstellt.
Erstmals arbeiteten sie hier mit Warner Music Germany als Label zusammen, modernisierten noch einmal ihren Sound und gingen ironisch experimentell mit der Frage um, ob man „wirklich punk sein kann, während man auf einem Major Label unterwegs ist“.
Im August 2024 gab die Band den Ausstieg von Gründungsmitglied Artur Freund bekannt. Ihn ersetzte alsbald Musiker Max Küchenmeister, der bisher unter dem Künstlernamen Max Milian verkehrte.

## Stil
Die Musik der Band zeichnet sich vor allem durch ihre Melodik aus, während die Texte größtenteils aus dem Leben stammend oder sozialkritisch gewählt werden, „ohne allerdings zur ganz großen Revolte aufzurufen, wie es gern andere plakative Bands zu gerne tun“. Die moderne, instrumental und gesanglich mehrstimmige Musik wird von markanten Melodien und eher modernen Klängen begleitet, „ohne dabei aber in eine Stumpfheit zu verfallen“, hart, mit viel Energie, aber dennoch teils massenfähig.

„Ein gutes Stück Tonträger mit einem modernen frischen ansprechenden Sound für die jüngere oder jung gebliebene Generation Punkrock.“

Die Band selbst differenziert ihren Stil ausdrücklich von traditionellem Punk, bezeichnet sich nichtsdestoweniger als Punkrock-Band, die ihren eigenen, zeitgemäßen Stil aus den jeweiligen Einflüssen entwickelt.

„Wenn man das also nicht mehr als Punk bezeichnen wollte, als was denn dann!?“

## Engagement
In ihren Texten, Ansagen und Interviews spricht sich die Band gegen Antisemitismus, Fremdenhass, Gewalt, die allgemeine Deutschrock-Bewegung und ihre politisch unklare Positionierung aus, „richten sich gar gegen den braunen Brei“. Sie stehen des Weiteren Themen wie Patriotismus kritisch gegenüber.
Im August 2013 begannen sie darüber hinaus, die Umweltschutzorganisation Sea Shepherd zu unterstützen, indem sie Informationsmaterial bei ihren Auftritten bereitstellen, die Organisation visuell in Form von Flaggen repräsentieren sowie eine Spendenbox aufstellen.
Im Sommer 2015 organisierte die Band in Zusammenarbeit mit der Diakonie Düsseldorf einen Tagesausflug für syrische Flüchtlinge im Alter von 20 bis 30 Jahren, um ihnen eine Alternative zu ihrem Alltag im Flüchtlingsheim zu bieten und im Rahmen eines Videodrehs die Möglichkeit zu geben, sich öffentlich mitzuteilen.

## Trivia
- Bereits seit Beginn arbeitet die Band mit dem Fotografen Kay Özdemir zusammen, der nicht nur viele ihrer Videos produzierte, sondern darüber hinaus ebenfalls mit Künstlern wie Massendefekt und den Broilers kooperiert.[26]
- Alle Studio-Veröffentlichungen der Band wurden in Zusammenarbeit mit dem Musikproduzenten Michael Czernicki im Rock or Die Studio Düsseldorf produziert.
- Sie teilten sich bisher eine Bühne mit Bands wie Die Toten Hosen, Jennifer Rostock, Broilers, Sondaschule, Massendefekt, Pennywise, Rise Against, Flogging Molly, Slime uvm.[26]
- Die Band spielt eigens hergestellte Plektren mit wechselseitigem Rogers/Sea Shepherd Aufdruck.
- Neben dem Gewinn des jährlichen City Beats Bandcontests am 4. Dezember 2010 im Düsseldorfer Haus der Jugend[29] konnten die Rogers ebenfalls den Planetrox Musikwettbewerb für sich entscheiden.[30] Dieser Sieg ermöglichte ihnen einen Auftritt beim Envol et Macadam Festival 2011 in Québec, Kanada.[31] Im Vorentscheid stand das Musikvideo des Songs Alles Für Nichts zum Voting, aus welchem heraus sich die Band für das Finale qualifizierte.[2]

## Diskografie

### Alben
| Jahr | Titel Musiklabel                                | Höchstplatzierung, Gesamtwochen, AuszeichnungChartsChartplatzierungen (Jahr, Titel, Musiklabel, Platzierungen, Wochen, Auszeichnungen, Anmerkungen) | Anmerkungen                             |
| Jahr | Titel Musiklabel                                | DE | Anmerkungen                             |
| ---- | ----------------------------------------------- | --- | --------------------------------------- |
| 2013 | Flucht nach vorn People Like You Records        | — | Erstveröffentlichung: 3. Juni 2013      |
| 2015 | Nichts zu verlieren People Like You Records     | DE90 (1 Wo.)DE | Erstveröffentlichung: 26. Juni 2015     |
| 2017 | Augen auf People Like You Records               | DE37 (1 Wo.)DE | Erstveröffentlichung: 8. September 2017 |
| 2019 | Mittelfinger für immer People Like You Records  | DE14 (1 Wo.)DE | Erstveröffentlichung: 7. März 2019      |
| 2023 | Rambazamba & Randale Warner Music International | DE9 (1 Wo.)DE | Erstveröffentlichung: 14. April 2023    |

### EPs
- 2010: Wohin es uns führt (Eigenproduktion, als Jolly Roger)
- 2013: Faust hoch (People Like You Records)
- 2016: Mit dem Moped nach Madrid (People Like You Records)

### Singles
- 2013: Stiller Wunsch (People Like You Records)
- 2015: Steh auf (People Like You Records)
- 2016: Kreuzberger Nächte (People Like You Records)

### Musikvideos
- 2011: Alles für nichts (Kay Özdemir)
- 2013: Allein (Kay Özdemir)
- 2013: Stiller Wunsch (Arkadiusz Goniwiecha)
- 2014: Für immer (Kay Özdemir)
- 2015: Steh auf (Kay Özdemir)
- 2015: Vergiss nie (Dirk Behlau)
- 2015: Zugvögel (Arkadiusz Goniwiecha)
- 2015: Anders als ihr (Kay Özdemir)
- 2016: Kreuzberger Nächte (Arkadiusz Goniwiecha)
- 2016: Mit dem Moped nach Madrid (Bettertimes)
- 2016: Meine Soldaten (Bettertimes)
- 2017: Augen auf (Spectair GmbH & Co. KG)
- 2017: Einen Scheiss muss ich (Artur Freund)
- 2017: Helden sein (feat. Sebastian Madsen)
- 2018: Früher
- 2019: Die Nachbarn von oben

## Belege
1. ↑  Jolly Roger Blog
2. 1 2 3  Massendefekt Streetteam: Freunde – Rogers (Memento des Originals vom 12. März 2014 im Internet Archive)  Info: Der Archivlink wurde automatisch eingesetzt und noch nicht geprüft. Bitte prüfe Original- und Archivlink gemäß Anleitung und entferne dann diesen Hinweis.
3. ↑  Ringrocker.com Archiv
4. ↑  Düsseldorf Community: Jolly Roger (Ex Notaufnahme!) (Seite nicht mehr abrufbar, festgestellt im Mai 2019. Suche in Webarchiven)  Info: Der Link wurde automatisch als defekt markiert. Bitte prüfe den Link gemäß Anleitung und entferne dann diesen Hinweis.
5. ↑  Useless Fanzine: Massendefekt Tour und Interview (Memento des Originals vom 12. März 2014 im Internet Archive)  Info: Der Archivlink wurde automatisch eingesetzt und noch nicht geprüft. Bitte prüfe Original- und Archivlink gemäß Anleitung und entferne dann diesen Hinweis.
6. 1 2  Blog „In den Sinn gekommen“: Der Song zum Sonntag
7. ↑  World DJ Charts
8. ↑  Facebook
9. ↑  Triggerfish: Rogers Tour mit Das Pack 2016 (Memento des Originals vom 4. November 2018 im Internet Archive)  Info: Der Archivlink wurde automatisch eingesetzt und noch nicht geprüft. Bitte prüfe Original- und Archivlink gemäß Anleitung und entferne dann diesen Hinweis.
10. ↑  Facebook: Äußerungen der Band
11. ↑  People Like You Records (Memento des Originals vom 4. November 2018 im Internet Archive)  Info: Der Archivlink wurde automatisch eingesetzt und noch nicht geprüft. Bitte prüfe Original- und Archivlink gemäß Anleitung und entferne dann diesen Hinweis.
12. ↑  Sony Music (Seite nicht mehr abrufbar, festgestellt im Januar 2023. Suche in Webarchiven)  Info: Der Link wurde automatisch als defekt markiert. Bitte prüfe den Link gemäß Anleitung und entferne dann diesen Hinweis.
13. ↑  Offizielle Deutsche Charts
14. ↑  Ankündigung auf der Homepage von Die Toten Hosen
15. ↑  Florian Puschke: Toughmagazine | Anders, aber nie langweilig: Nico Feelisch im Interview. In: Tough Magazine. 17. März 2022, abgerufen am 8. Juli 2025.
16. ↑  Frank Ehrlacher: Mittelfinger für immer | Rogers. 8. März 2019, abgerufen am 8. Juli 2025.
17. ↑  Rambazamba & Randale. In: MoreCore.de. Abgerufen am 8. Juli 2025.
18. ↑  Rogers: Gründungsmitglied und Bassist Artur Freund verlässt die Band. In: MoreCore.de. Abgerufen am 8. Juli 2025.
19. ↑  Riot Kids Review: Faust Hoch (Memento des Originals vom 12. März 2014 im Internet Archive)  Info: Der Archivlink wurde automatisch eingesetzt und noch nicht geprüft. Bitte prüfe Original- und Archivlink gemäß Anleitung und entferne dann diesen Hinweis.
20. ↑  Amboss Mag Review: Flucht nach Vorn
21. ↑  Musikreviews Review: Wohin es uns führt
22. 1 2  Nameless Magazin Review: Faust Hoch (Memento des Originals vom 13. März 2014 im Internet Archive)  Info: Der Archivlink wurde automatisch eingesetzt und noch nicht geprüft. Bitte prüfe Original- und Archivlink gemäß Anleitung und entferne dann diesen Hinweis.
23. ↑  Die Toten Hosen Empfehlung: Flucht nach Vorn (Memento des Originals vom 21. November 2013 im Internet Archive)  Info: Der Archivlink wurde automatisch eingesetzt und noch nicht geprüft. Bitte prüfe Original- und Archivlink gemäß Anleitung und entferne dann diesen Hinweis.
24. ↑  Musikszene Düsseldorf: Act des Monats
25. 1 2  Lieblingstape: Rogers
26. 1 2 3 4  Massendefekt Streetteam: Freunde – Rogers – Engagement & Zusammenarbeit (Memento des Originals vom 12. März 2014 im Internet Archive)  Info: Der Archivlink wurde automatisch eingesetzt und noch nicht geprüft. Bitte prüfe Original- und Archivlink gemäß Anleitung und entferne dann diesen Hinweis.
27. ↑  Rocktimes: Review: Wohin es uns führt
28. ↑  YouTube: "Musikvideo: Zugvögel"
29. ↑  Jolly Roger bei Center.TV.
30. ↑  Open Flair Acts: Rogers
31. ↑  Lokalkompass: And the winner is: Jolly Roger!